# オトノハコ
『オトノハコ』は、岩岡ヒサエによる日本の漫画作品。『Kiss増刊 Beth』（講談社）にて連載された。単行本は全1巻。
コミックス『花ボーロ』（小学館）第2話「オトノハコ」（初出『月刊IKKI』）の続編である。

## あらすじ
さくら高校に入学した田辺きみは、廃部寸前の弱小合唱部に入部。部の存続をかけて合唱コンクール全国大会を目指す。

## 登場人物
田辺 きみ
1年。本作品主人公。数々の不安を抱きつつ、合唱部へ入部。
林 部長
3年。合唱部部長。合唱に対する熱き思いゆえに、その行動は怪しげ。
森 先輩
2年。部長をサポートするマネージャー的存在。
鈴木 詔子
1年。前作「オトノハコ」（『花ボーロ』第2話）主人公。中学時代バレー部に所属していたが、腰を痛め退部。天性の美声の持ち主。
壇 あさみ
1年。詔子の親友、中学時代バレー部マネージャー。
山根 ユウ
1年。中学時代、合唱部に所属。
ホトケ（畠 正人）
3年。ピアニスト。
コーイチ（中島 考一）
3年。指揮者。
フクロウ先生
合唱部顧問。

## 単行本
2008年3月28日発行、全1巻。ISBN 4-06-375459-6